# The Diorama Box
The Diorama Box és un box set d'edició limitada de la banda australiana Silverchair, que inclou els tres primers senzills de l'àlbum Diorama i el senzill exclusiu "After All These Years. Fou llançat l'1 de desembre de 2002 com el segon box set del grup després de The Freak Box (1997).

## Llista de cançons

### The Greatest View
1. "The Greatest View"
2. "Pins in My Needles"
3. "Too Much of Not Enough"

### Without You
1. "Without You"
2. "Asylum"
3. "Hollywood"
4. "Ramble"

### Luv Your Life
1. "Luv Your Life"
2. "The Greatest View" (On Rove [live])
3. "Without You" (On Rove [live])
4. Rove [live] interview with Daniel Johns (àudio)
5. Rove [live] interview with Daniel Johns (CD Rom)

### After All These Years
1. "After All These Years"
2. "Across the Night" (Van Dyke Premix)
3. "Tuna in the Brine" (Van Dyke Premix)
4. Silverchair Interviews & Track-by-Track

On Rove [live] fou un programa d'entrevistes de la televisió australiana, on el grup va cantar en directe i fou entrevistat.